# Campionati del mondo Ironman
I Campionati del mondo di Ironman si svolgono annualmente alle Hawaii (Ironman Hawaii) dal 1978.
Nel 1982 si sono disputate due diverse competizioni, una a febbraio e una a ottobre, mentre l'edizione del 2020 è stata cancellata in seguito alla pandemia di COVID-19.
I Campionati sono di proprietà della World Triathlon Corporation che li gestisce annualmente e sono attualmente sponsorizzati da Ford.

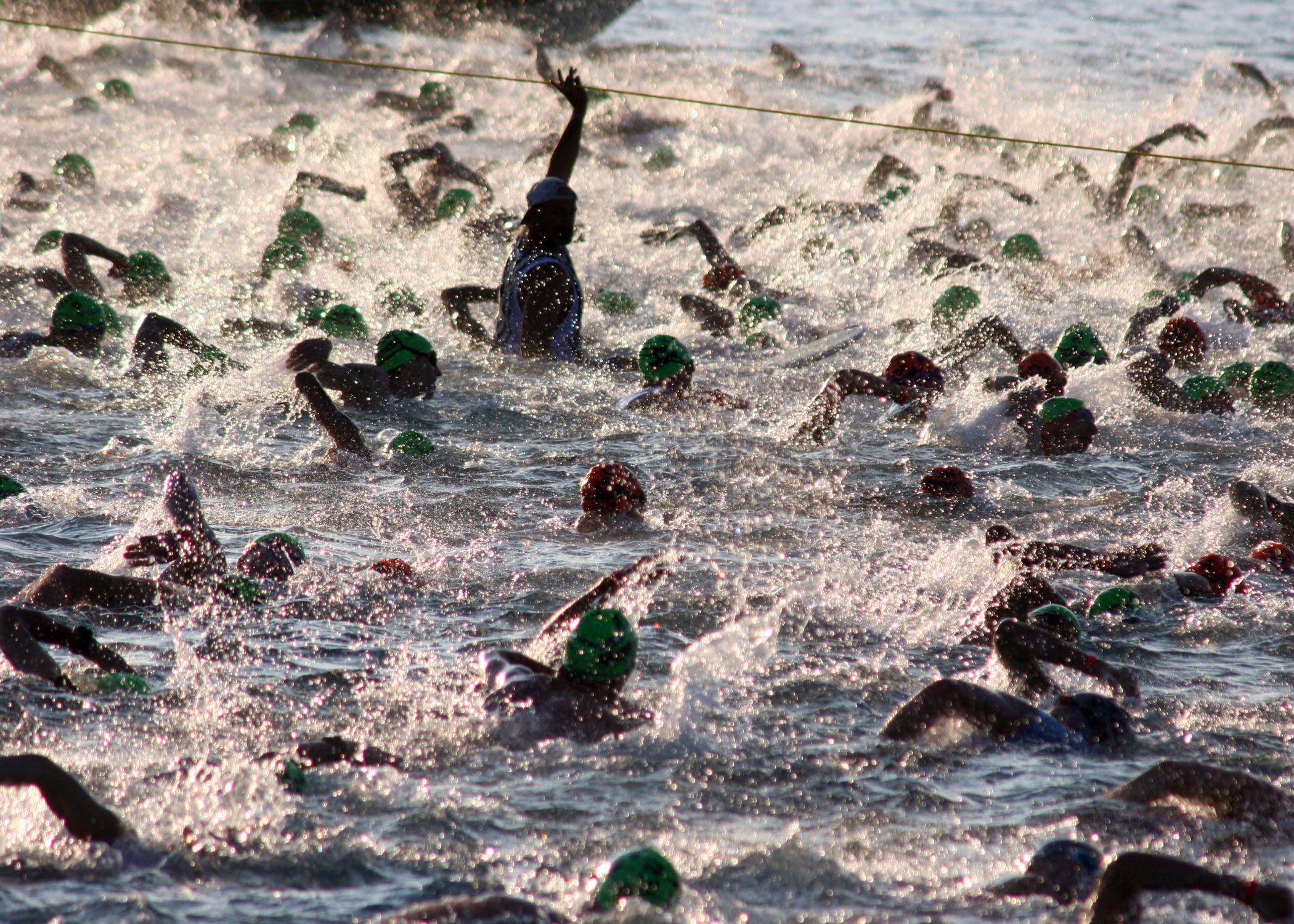
Inizio gara, 15 ottobre 2005

## Storia
Dal 1978 al 1980 la competizione si è svolta all'Isola di Oahu.
La gara combinava le tre diverse competizioni che già si svolgevano sull'isola: la competizione di nuoto Waikiki Roughwater Swim sulla distanza di 2,4 miglia (3 860 m), quella ciclistica nota con il nome di Around-Oahu Bike Race sulla distanza di 115 miglia (185 070 m, originariamente spalmata su una due giorni di gare) e la maratona di Honolulu meglio nota come Honolulu Marathon.
Per collegare la fine della competizione ciclistica con l'inizio della maratona, l'Organizzazione ha deciso di ridurre la frazione ciclistica di 3 miglia.

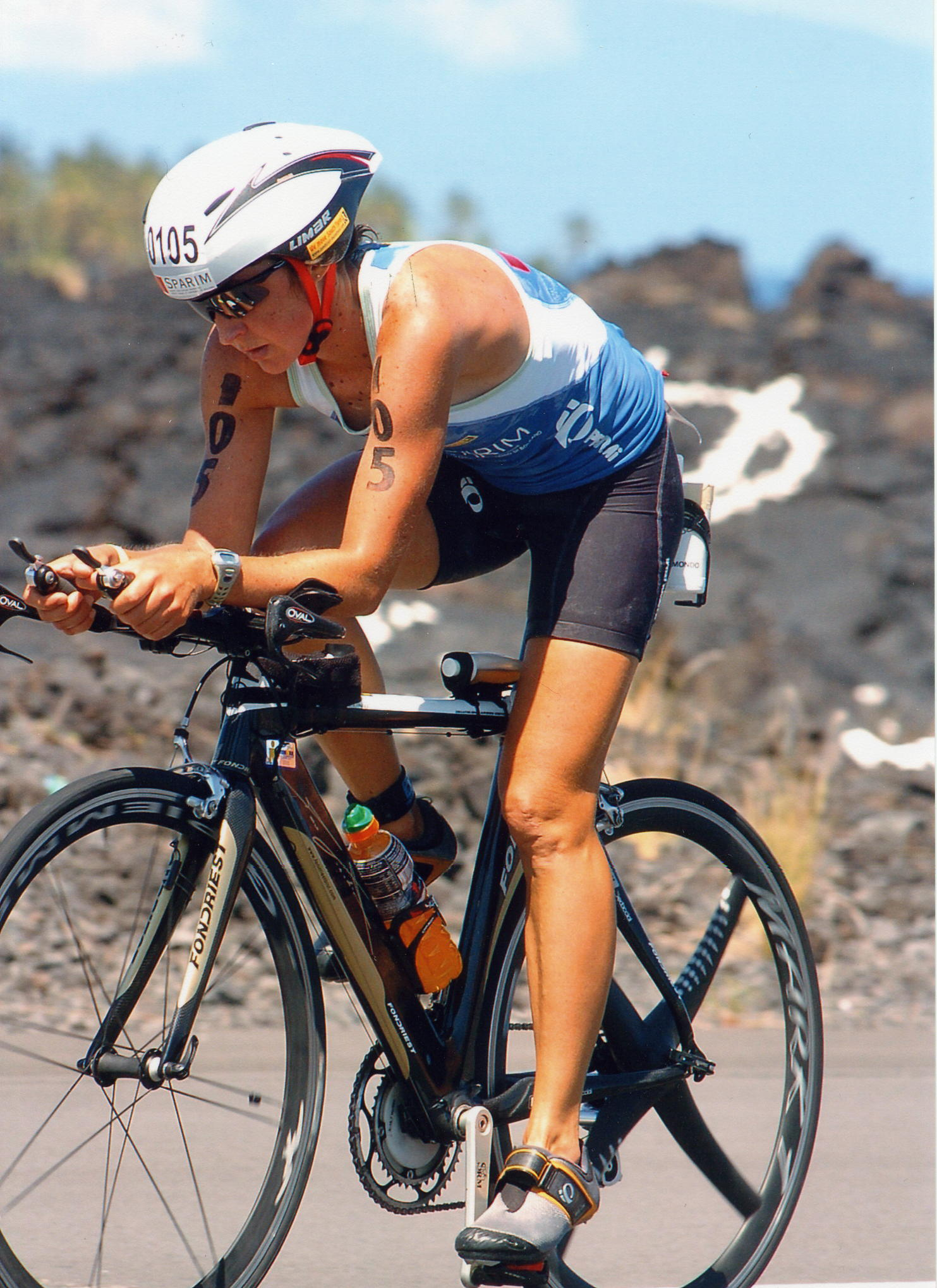
L'italiana Edith Niederfriniger nella frazione ciclistica all'Ironman Hawaï 2007

Nel 1981 la competizione è stata spostata nella meno urbanizzata Grande Isola, mantenendo invariate le distanze: 2,4 miglia (3 860 m) di nuoto nelle acque libere della baia di Kailua-Kona, 112 miglia (180 250 m) da percorrere nella frazione ciclistica che muoveva attraverso il deserto lavico hawaiano per arrivare fino a Hāwī e tornare poi indietro, e infine le 26 miglia e 385 iarde (42 195 m) della maratona lungo la costa della Grande Isola da Keauhou a Keahole Point per poi tornare a Kailua-Kona, finendo in Aliʻi Drive.
Dal 1982 la competizione si è tenuta ogni anno in autunno, mentre prima si svolgeva a primavera. La qualifica all'Ironman Hawaii si ottiene in una delle gare della serie degli Ironman previste in tutto il mondo e in alcune gare della serie degli Ironman 70.3.
Il record maschile della competizione è detenuto dal norvegese Gustav Iden che ha vinto l'Ironman Hawaii nel 2022 con un tempo di 7 h 40 min 24 s mentre quello femminile stabilito dall'inglese Lucy Charles-Barclay nel 2023 con un tempo di 8 h 24 min 31 s.

## Albo d'oro

### Uomini
| Edizione | Anno  | Oro                  | Tempo    | Argento           | Tempo    | Bronzo               | Tempo    |
| -------- | ----- | -------------------- | -------- | ----------------- | -------- | -------------------- | -------- |
| I        | 1978  | Gordon Haller        | 11:46:00 | John Dunbar       | 12:20:27 | Dave Orlowski        | 13:59:13 |
| II       | 1979  | Tom Warren           | 11:15:56 | John Dunbar       | 12:03:56 | Ian Emberson         | 12:23:30 |
| III      | 1980  | Dave Scott           | 9:24:33  | Chuck Neumann     | 10:24:41 | John Howard          | 10:32:36 |
| IV       | 1981  | John Howard          | 9:38:29  | Tom Warren        | 10:04:38 | Scott Tinley         | 10:12:47 |
| V        | 1982f | Scott Tinley         | 9:19:41  | Dave Scott        | 9:53:16  | Jeff Tinley          | 9:53:16  |
| VI       | 1982o | Dave Scott (2)       | 9:08:23  | Scott Tinley      | 9:28:28  | Jeff Tinley          | 9:36:53  |
| VII      | 1983  | Dave Scott (3)       | 9:05:57  | Scott Tinley      | 9:06:30  | Mark Allen           | 9:21:06  |
| VIII     | 1984  | Dave Scott (4)       | 8:54:20  | Scott Tinley      | 9:18:45  | Grant Boswell        | 9:23:55  |
| IX       | 1985  | Scott Tinley (2)     | 8:50:54  | Chris Hinshaw     | 9:16:40  | Carl Kupferschmid    | 9:26:32  |
| X        | 1986  | Dave Scott (5)       | 8:28:37  | Mark Allen        | 8:36:04  | Mark Locatel         | 9:00:37  |
| XI       | 1987  | Dave Scott (6)       | 8:34:13  | Mark Allen        | 8:45:19  | Greg Stewart         | 8:58:53  |
| XII      | 1988  | Scott Molina         | 8:31:00  | Mike Pigg         | 8:33:11  | Ken Glah             | 8:38:37  |
| XIII     | 1989  | Mark Allen           | 8:09:15  | Dave Scott        | 8:10:13  | Greg Welch           | 8:32:16  |
| XIV      | 1990  | Mark Allen (2)       | 8:28:17  | Scott Tinley      | 8:37:40  | Pauli Kiuru          | 8:39:24  |
| XV       | 1991  | Mark Allen (3)       | 8:18:32  | Greg Welch        | 8:24:34  | Jeff Devlin          | 8:27:55  |
| XVI      | 1992  | Mark Allen (4)       | 8:09:08  | Cristián Bustos   | 8:16:29  | Pauli Kiuru          | 8:17:29  |
| XVII     | 1993  | Mark Allen (5)       | 8:07:45  | Pauli Kiuru       | 8:14:27  | Wolfgang Dittrich    | 8:20:13  |
| XVIII    | 1994  | Greg Welch           | 8:20:27  | Dave Scott        | 8:24:32  | Jeff Devlin          | 8:31:56  |
| XIX      | 1995  | Mark Allen (6)       | 8:20:34  | Thomas Hellriegel | 8:22:59  | Rainer Müller-Hörner | 8:25:23  |
| XX       | 1996  | Luc Van Lierde       | 8:04:08  | Thomas Hellriegel | 8:06:07  | Greg Welch           | 8:18:57  |
| XXI      | 1997  | Thomas Hellriegel    | 8:33:01  | Jürgen Zäck       | 8:39:18  | Lothar Leder         | 8:40:30  |
| XXII     | 1998  | Peter Reid           | 8:24:20  | Luc Van Lierde    | 8:31:57  | Lothar Leder         | 8:32:57  |
| XXIII    | 1999  | Luc Van Lierde (2)   | 8:17:17  | Peter Reid        | 8:22:54  | Tim DeBoom           | 8:25:42  |
| XXIV     | 2000  | Peter Reid (2)       | 8:21:01  | Tim DeBoom        | 8:23:10  | Normann Stadler      | 8:26:45  |
| XXV      | 2001  | Tim DeBoom           | 8:31:18  | Cameron Brown     | 8:46:10  | Thomas Hellriegel    | 8:47:40  |
| XXVI     | 2002  | Tim DeBoom (2)       | 8:29:56  | Peter Reid        | 8:33:06  | Cameron Brown        | 8:35:34  |
| XXVII    | 2003  | Peter Reid (3)       | 8:22:35  | Rutger Beke       | 8:28:27  | Cameron Brown        | 8:30:08  |
| XXVIII   | 2004  | Normann Stadler      | 8:33:29  | Peter Reid        | 8:43:40  | Faris Al-Sultan      | 8:45:14  |
| XXIX     | 2005  | Faris Al-Sultan      | 8:14:17  | Cameron Brown     | 8:19:36  | Peter Reid           | 8:20:04  |
| XXX      | 2006  | Normann Stadler (2)  | 8:11:58  | Chris McCormack   | 8:13:10  | Faris Al-Sultan      | 8:19:05  |
| XXXI     | 2007  | Chris McCormack      | 8:15:34  | Craig Alexander   | 8:19:04  | Torbjørn Sindballe   | 8:21:30  |
| XXXII    | 2008  | Craig Alexander      | 8:17:45  | Eneko Llanos      | 8:20:50  | Rutger Beke          | 8:21:23  |
| XXXIII   | 2009  | Craig Alexander (2)  | 8:20:21  | Chris Lieto       | 8:22:56  | Andreas Raelert      | 8:24:32  |
| XXXIV    | 2010  | Chris McCormack (2)  | 8:10:37  | Andreas Raelert   | 8:12:17  | Marino Vanhoenacker  | 8:13:14  |
| XXXV     | 2011  | Craig Alexander (3)  | 8:03:56  | Pete Jacobs       | 8:09:11  | Andreas Raelert      | 8:11:07  |
| XXXVI    | 2012  | Pete Jacobs          | 8:18:37  | Andreas Raelert   | 8:23:40  | Frederik van Lierde  | 8:24:09  |
| XXXVII   | 2013  | Frederik Van Lierde  | 8:12:29  | Luke McKenzie     | 8:15:19  | Sebastian Kienle     | 8:19:24  |
| XXXVIII  | 2014  | Sebastian Kienle     | 8:14:18  | Ben Hoffman       | 8:19:23  | Jan Frodeno          | 8:20:32  |
| XXXIX    | 2015  | Jan Frodeno          | 8:14:40  | Andreas Raelert   | 8:17:43  | Timothy O'Donnell    | 8:18:50  |
| XL       | 2016  | Jan Frodeno (2)      | 8:06:30  | Sebastian Kienle  | 8:10:02  | Patrick Lange        | 8:11:14  |
| XLI      | 2017  | Patrick Lange        | 8:01:40  | Lionel Sanders    | 8:04:07  | David McNamee        | 8:07:11  |
| XLII     | 2018  | Patrick Lange (2)    | 7:52:39  | Bart Aernouts     | 7:56:41  | David McNamee        | 8:01:09  |
| XLIII    | 2019  | Jan Frodeno (3)      | 7:51:13  | Tim O'Donnell     | 7:59:40  | Sebastian Kienle     | 8:02:04  |
| XLIV     | 2021  | Kristian Blummenfelt | 7:49:16  | Lionel Sanders    | 7:54:03  | Braden Currie        | 7:54:19  |
| XLV      | 2022  | Gustav Iden          | 7:40:24  | Sam Laidlow       | 7:42:24  | Kristian Blummenfelt | 7:43:23  |
| XLVI     | 2023  | Sam Laidlow          | 8:06:22  | Patrick Lange     | 8:10:17  | Magnus Ditlev        | 8:11:43  |
| XLVII    | 2024  | Patrick Lange (3)    | 7:35:53  | Magnus Ditlev     | 7:43:39  | Rudy Von Berg        | 7:46:00  |

### Donne
| Edizione | Anno  | Oro                     | Tempo    | Argento                    | Tempo    | Bronzo                    | Tempo    |
| -------- | ----- | ----------------------- | -------- | -------------------------- | -------- | ------------------------- | -------- |
| II       | 1979  | Lyn Lemaire             | 12:55:38 |                            |          |                           |          |
| III      | 1980  | Robin Beck              | 11:21:24 | Eve Anderson               | 15:40:59 |                           |          |
| IV       | 1981  | Linda Sweeney           | 12:02:32 | Sally Edwards              | 12:37:25 | Lyn Brooks                | 12:42:15 |
| V        | 1982f | Kathleen McCartney      | 11:09:40 | Julie Moss                 | 11:10:09 | Lyn Brooks, Sally Edwards | 11:51:00 |
| VI       | 1982o | Julie Leach             | 10:54:08 | Jo Ann Dahlkoetter         | 10:58:21 | Sally Edwards             | 11:03:00 |
| VII      | 1983  | Sylviane Puntous        | 10:43:36 | Patricia Puntous           | 10:49:17 | Eva Ueltzen               | 11:01:49 |
| VIII     | 1984  | Sylviane Puntous (2)    | 10:25:13 | Patricia Puntous           | 10:27:28 | Julie Olson               | 10:38:10 |
| IX       | 1985  | Joanne Ernst            | 10:25:22 | Elizabeth Bulman           | 10:26:55 | Paula Newby-Fraser        | 10:31:04 |
| X        | 1986  | Paula Newby-Fraser      | 9:49:14  | Sylviane Puntous           | 9:53:13  | Joanne Ernst              | 10:00:07 |
| XI       | 1987  | Erin Baker              | 9:35:25  | Sylviane Puntous           | 9:36:57  | Paula Newby-Fraser        | 9:40:37  |
| XII      | 1988  | Paula Newby-Fraser (2)  | 9:01:01  | Erin Baker                 | 9:12:14  | Kirsten Hanssen           | 9:37:25  |
| XIII     | 1989  | Paula Newby-Fraser (3)  | 9:00:56  | Sylviane Puntous           | 9:21:55  | Kirsten Hanssen           | 9:24:31  |
| XIV      | 1990  | Erin Baker (2)          | 9:13:42  | Paula Newby-Fraser         | 9:20:01  | Terri Schneider           | 10:00:34 |
| XV       | 1991  | Paula Newby-Fraser (4)  | 9:07:52  | Erin Baker                 | 9:23:37  | Sarah Coope               | 9:33:20  |
| XVI      | 1992  | Paula Newby-Fraser (5)  | 8:55:28  | Julie Anne White           | 9:21:40  | Thea Sybesma              | 9:26:57  |
| XVII     | 1993  | Paula Newby-Fraser (6)† | 8:58:23  | Erin Baker                 | 9:08:04  | Susan Latshaw             | 9:20:40  |
| XVIII    | 1994  | Paula Newby-Fraser (7)  | 9:20:14  | Karen Smyers               | 9:28:08  | Fernanda Keller           | 9:43:30  |
| XIX      | 1995  | Karen Smyers            | 9:16:46  | Isabelle Mouthon-Michellys | 9:25:13  | Fernanda Keller           | 9:37:48  |
| XX       | 1996  | Paula Newby-Fraser (8)  | 9:06:49  | Natascha Badmann           | 9:11:19  | Karen Smyers              | 9:19:13  |
| XXI      | 1997  | Heather Fuhr            | 9:31:43  | Lori Bowden                | 9:41:42  | Fernanda Keller           | 9:50:02  |
| XXII     | 1998  | Natascha Badmann        | 9:24:16  | Lori Bowden                | 9:27:19  | Fernanda Keller           | 9:28:29  |
| XXIII    | 1999  | Lori Bowden             | 9:13:02  | Karen Smyers               | 9:20:40  | Fernanda Keller           | 9:24:30  |
| XXIV     | 2000  | Natascha Badmann (2)    | 9:26:17  | Lori Bowden                | 9:29:05  | Fernanda Keller           | 9:31:29  |
| XXV      | 2001  | Natascha Badmann (3)    | 9:28:37  | Lori Bowden                | 9:32:59  | Nina Kraft                | 9:41:01  |
| XXVI     | 2002  | Natascha Badmann (4)    | 9:07:54  | Nina Kraft                 | 9:14:24  | Lori Bowden               | 9:22:27  |
| XXVII    | 2003  | Lori Bowden (2)         | 9:11:55  | Natascha Badmann           | 9:17:08  | Nina Kraft                | 9:17:16  |
| XXVIII   | 2004  | Natascha Badmann (5)    | 9:50:04  | Heather Fuhr               | 9:56:19  | Kate Major                | 10:01:56 |
| XXIX     | 2005  | Natascha Badmann (6)    | 9:09:30  | Michellie Jones            | 9:11:51  | Kate Major                | 9:12:39  |
| XXX      | 2006  | Michellie Jones         | 9:18:31  | Desiree Ficker             | 9:24:02  | Lisa Bentley              | 9:25:18  |
| XXXI     | 2007  | Chrissie Wellington     | 9:08:45  | Samantha McGlone           | 9:14:04  | Kate Major                | 9:19:13  |
| XXXII    | 2008  | Chrissie Wellington (2) | 9:06:23  | Yvonne van Vlerken         | 9:21:20  | Sandra Wallenhorst        | 9:22:52  |
| XXXIII   | 2009  | Chrissie Wellington (3) | 8:54:02  | Mirinda Carfrae            | 9:13:59  | Virginia Berasategui      | 9:15:28  |
| XXXIV    | 2010  | Mirinda Carfrae         | 8:58:36  | Caroline Steffen           | 9:06:00  | Julie Dibens              | 9:10:04  |
| XXXV     | 2011  | Chrissie Wellington (4) | 8:55:08  | Mirinda Carfrae            | 8:57:57  | Leanda Cave               | 9:03:29  |
| XXXVI    | 2012  | Leanda Cave             | 9:15:54  | Caroline Steffen           | 9:16:58  | Mirinda Carfrae           | 9:21:41  |
| XXXVII   | 2013  | Mirinda Carfrae (2)     | 8:52:14  | Rachel Joyce               | 8:57:28  | Liz Blatchford            | 9:03:35  |
| XXXVIII  | 2014  | Mirinda Carfrae (3)     | 9:00:55  | Daniela Ryf                | 9:02:57  | Rachel Joyce              | 9:04:23  |
| XXXIX    | 2015  | Daniela Ryf             | 8:57:57  | Rachel Joyce               | 9:10:59  | Liz Blatchford            | 9:14:52  |
| XL       | 2016  | Daniela Ryf (2)         | 8:46:46  | Mirinda Carfrae            | 9:10:30  | Heather Jackson           | 9:11:32  |
| XLI      | 2017  | Daniela Ryf (3)         | 8:50:47  | Lucy Charles               | 8:59:38  | Sarah Carradine           | 9:01:38  |
| XLII     | 2018  | Daniela Ryf (4)         | 8:26:16  | Lucy Charles               | 8:36:32  | Anne Haug                 | 8:41:57  |
| XLIII    | 2019  | Anne Haug               | 8:40:10  | Lucy Charles-Barclay       | 8:46:44  | Sarah Crowley             | 8:48:13  |
| XLIV     | 2021  | Daniela Ryf (5)         | 8:34:59  | Kat Matthews               | 8:46:44  | Anne Haug                 | 8:48:13  |
| XLV      | 2022  | Chelsea Sodaro          | 8:33:46  | Lucy Charles-Barclay       | 8:41:37  | Anne Haug                 | 8:42:22  |
| XLVI     | 2023  | Lucy Charles-Barclay    | 8:24:31  | Anne Haug                  | 8:27:33  | Laura Philipp             | 8:32:55  |
| XLVII    | 2024  | Laura Philipp           | 8:45:15  | Kat Matthews               | 8:53:20  | Chelsea Sodaro            | 9:04:28  |

- † Paula Newby Fraser era un cittadino e rappresentato gli Stati Uniti per la gara 1993, 1994 e nel 1996 ; Ironman.ch Results

### Medagliere
| Pos. | Paese         | Oro | Argento | Bronzo |    |
| ---- | ------------- | --- | ------- | ------ | -- |
| 1    | Stati Uniti   | 31  | 27      | 28     | 86 |
| 2    | Germania      | 13  | 10      | 21     | 44 |
| 3    | Australia     | 11  | 9       | 10     | 30 |
| 4    | Svizzera      | 11  | 5       | 1      | 17 |
| 5    | Canada        | 8   | 16      | 3      | 27 |
| 6    | Regno Unito   | 6   | 8       | 7      | 21 |
| 7    | Zimbabwe      | 5   | 1       | 2      | 8  |
| 8    | Belgio        | 3   | 3       | 3      | 9  |
| 9    | Nuova Zelanda | 2   | 5       | 2      | 9  |
| 10   | Danimarca     | 0   | 1       | 2      | 3  |
| 10   | Finlandia     | 0   | 1       | 2      | 3  |
| 12   | Spagna        | 0   | 1       | 1      | 2  |
| 13   | Paesi Bassi   | 0   | 1       | 1      | 2  |
| 14   | Cile          | 0   | 1       | 0      | 1  |
| 15   | Francia       | 0   | 1       | 0      | 1  |
| 16   | Brasile       | 0   | 0       | 6      | 6  |

## Atleti con più successi
Uomini
| Oro             | Argento     | Bronzo | Tot. |   |   |   |
| Dave Scott      | Stati Uniti | 1954   | 6    | 3 | 0 | 9 |
| Mark Allen      | Stati Uniti | 1958   | 6    | 2 | 1 | 9 |
| Peter Reid      | Canada      | 1969   | 3    | 3 | 1 | 7 |
| Patrick Lange   | Germania    | 1973   | 3    | 1 | 1 | 5 |
| Craig Alexander | Australia   | 1973   | 3    | 1 | 0 | 4 |
| Jan Frodeno     | Germania    | 1981   | 3    | 0 | 1 | 4 |
| Scott Tinley    | Stati Uniti | 1956   | 2    | 4 | 2 | 8 |
| Tim DeBoom      | Stati Uniti | 1970   | 2    | 1 | 1 | 4 |
| Chris McCormack | Australia   | 1973   | 2    | 1 | 0 | 3 |
| Luc Van Lierde  | Belgio      | 1969   | 2    | 1 | 0 | 3 |

Donne
| Oro                 | Argento              | Bronzo | Tot. |   |   |    |
| Paula Newby-Fraser  | Zimbabwe Stati Uniti | 1962   | 8    | 1 | 2 | 11 |
| Natascha Badmann    | Svizzera             | 1966   | 6    | 2 | 0 | 8  |
| Daniela Ryf         | Svizzera             | 1987   | 5    | 1 | 0 | 6  |
| Chrissie Wellington | Regno Unito          | 1977   | 4    | 0 | 0 | 4  |
| Mirinda Carfrae     | Australia            | 1981   | 3    | 2 | 1 | 6  |
| Lori Bowden         | Canada               | 1967   | 2    | 4 | 1 | 7  |
| Sylviane Puntous    | Canada               | 1958   | 2    | 3 | 0 | 5  |
| Erin Baker          | Nuova Zelanda        | 1961   | 2    | 3 | 0 | 5  |